# Pietro Bouvier
Pietro Bouvier (Milano, 16 novembre 1839 – Milano, 18 novembre 1927) è stato un pittore italiano.

## Biografia
Pietro Bouvier è nato a Milano nel 1839. La sua famiglia è di origine svizzera. Sin da giovane è attratto dal disegno e dell'arte e iniziò la sua carriera artistica collaborando con il padre, che era intagliatore. 
All'Accademia di Brera frequenta i corsi di Raffaele Casnedi e di Francesco Hayez insieme a Francesco Didioni. 
Pur legandosi alla pittura scapigliata rimarrà influenzato dal romanticismo lombardo.
Si sposò a Milano nel 1875.
Si spense nella sua città natale il 18 novembre del 1927.

## Attività
Pietro Bouvier si è espresso con le tecniche dell'acquaforte, del disegno, dell'acquarello e dell'olio.
In un primo periodo dipingeva con influssi di Giuseppe Bertini e di Gerolamo Induno dipinti ispirati al Risorgimento italiano; per poi passare ad una pittura verista più minuziosa e descrittiva ma sempre di matrice romantica. Nei primi anni del Novecento la sua pittura cambia dedicandosi al paesaggio, ripreso da vero, con una sua tipica trasparenza e cromaticità. 
Fu anche un celebre ed apprezzato ritrattista. Le sue opere sono poco numerose e ritraggono interni di abitazioni, nature morte (soprattutto floreali), oltre ai suoi rinomati paesaggi (soprattutto novecenteschi).

## Opere nei musei
- Civica Raccolta di Incisioni Serrone della Villa Reale di Monza con l'incisione all'acquaforte Salvator Rosa.
- Galleria dell'Accademia Carrara di Bergamo con le opere Testa di zingara e Ritratto di Giulia Teresa Marenzi in giardino (1904).
- Galleria civica d'arte moderna di Milano con le opere: Studio d'ambiente (1895 circa), Garibaldi e il maggiore Leggero trasportano in fuga Anita morente (1850 circa), L'albo (1873), Ohibo (1890 circa), Fanciulla alla carriola (1850 circa), Fiori (1886 circa).
- Musei civici di arte e storia di Brescia con l'opera Ritratto di Giuseppe Zanardelli politico (1895 circa).
- Museo civico di Vercelli con l'opera L'anticamera della marchesa (1891).
- Museo d'arte di Avellino con l'opera La cacciagione (1897).
- Museo del Risorgimento di Milano con l'opera Pasquale Sottocorno all'assalto del palazzo del genio.
- Museo di Milano con l'opera Secondo Bonacossa (1896).
- Raccolte d'Arte dell'Ospedale Maggiore di Milano con l'opera Giuseppe Resta.